# 2000年夏季奥林匹克运动会英属维尔京群岛代表团
英属维尔京群岛参加了9月15日至10月1日在澳大利亚悉尼举行的2000年夏季奥林匹克运动会。此次参赛是该地区第五次参加夏季奥运会。英属维尔京群岛代表团派出了田径运动员凯塔·克莱因参赛，他在男子200米的首轮比赛中被淘汰。

## 背景
1981年12月31日，英属维尔京群岛奥林匹克委员会得到了国际奥委会的承认。此后英属维尔京群岛在1984年萨拉热窝冬奥会上完成奥运会首秀，并自1984年洛杉矶奥运会以来未曾缺席夏季奥运会。悉尼奥运会是该群岛第五次参赛，而他们此前从未获得过奥运奖牌。英属维尔京群岛代表团仅有凯塔·克莱因一名运动员，因此他担任了开幕式旗手。

## 田径
凯塔·克莱因在参加悉尼奥运会时年仅25岁，这位出生于美属维尔京群岛的选手曾代表英属维尔京群岛参加1996年夏季奥运会，当时他参加了4×100米接力和跳远比赛。他在本届赛事中唯一参加的项目是男子200米，在9月27日的首轮比赛中，他在9个小组中分到了第4组，每组前三名及其余五名成绩最好的选手进入四分之一决赛。克莱因以21.42秒的排在小组最后一名被淘汰，他的预赛成绩比最慢的晋级成绩（20.95秒）慢上0.47秒，比冠军得主科斯塔斯·肯泰里斯的决赛成绩（20.09秒）则慢上1.33秒。
| 选手        | 比赛项目  | 预赛  | 预赛 | 四分之一决赛 | 四分之一决赛 | 半决赛 | 半决赛 | 决赛   | 决赛   |
| 选手        | 比赛项目  | 时间  | 排名 | 时间         | 排名         | 时间   | 排名   | 时间   | 排名   |
| ----------- | --------- | ----- | ---- | ------------ | ------------ | ------ | ------ | ------ | ------ |
| 凯塔·克莱因 | 男子200米 | 21.42 | 7    | 未晋级       | 未晋级       | 未晋级 | 未晋级 | 未晋级 | 未晋级 |

- 注 – 径赛排名仅为运动员所处小组成绩